# Drew Maynard
Drew Maynard, (nacido el 18 de junio de 1989 en Lake Orion, Míchigan) es un jugador de baloncesto estadounidense. Con 2.00 de estatura, su puesto natural en la cancha es la de ala-pívot. Actualmente juega para el Oviedo Club Baloncesto de la liga LEB Oro.

## Trayectoria
El ala-pívot de 2,00 metros de altura se formó en la Universidad de Oakland donde jugó en la NCAA de la temporada 2008 a la 2011. Tras pasar por la Primera División de Grecia, Dinamarca, Alemania, Líbano y Brasil.
Drew Maynard recaló la temporada 2016-17 en el Hoops Club del Líbano jugando 20 partidos y realizando unos promedios 17.9ppg, 5.7rpg and 1.4apg. Más tarde, acabaría la temporada en el Minas Tenis Clube de la NBB de Brasil. El jugador estadounidense promedió 14,7 puntos, 7,7 rebotes y un excelente 63,5% en T2 en un total de 23 partidos.
En agosto de 2017, firma por una temporada por el Unión Financiera Baloncesto Oviedo.